# Johns Hopkins University

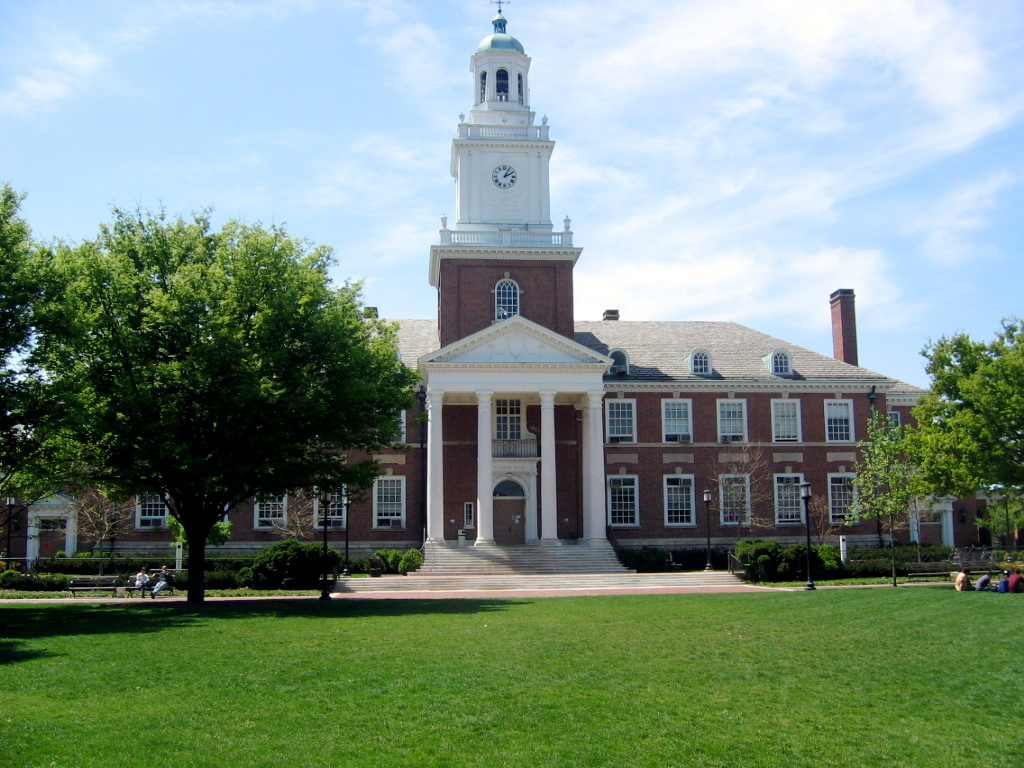
Gilman Hall

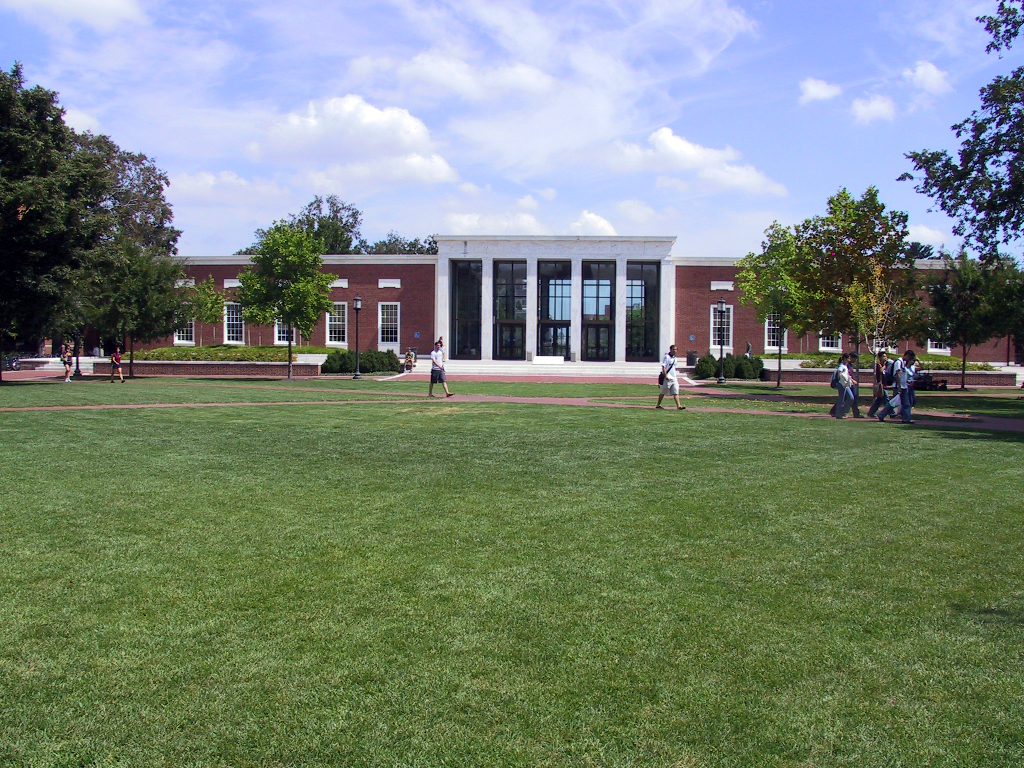
Eisenhower Library

The Johns Hopkins University är ett privat amerikanskt universitet i Baltimore i delstaten Maryland. Det grundades 1876 med pengar från en testamenterad donation från Johns Hopkins som avled 1873.
Universitetet var först med en rad saker i amerikansk utbildningshistoria: det var det första universitetet i USA som lade tyngdpunkten på forskning, och var tillkommet efter modell hämtad från de tyska universiteten. Det var det första universitetet i landet som betonade seminariernas betydelse gentemot föreläsningarna. Det var även det första som erbjöd studenterna möjligheten att ta ett huvudämne inom ramen för sin grundexamen, i motsats till den traditionella breda humanistiska ("liberal arts") inriktning som dittills hade varit vanlig i amerikanska universitet. Det var det första amerikanska universitet som utdelade doktorsgrader. Johns Hopkins University blev förebild för många senare universitet, exempelvis University of Chicago.
Det rankades på 12:e plats i världen i Times Higher Educations ranking av världens främsta lärosäten 2019.

## Historia
Universitetet är uppkallat efter två besläktade personer med samma namn. Johns Hopkins den yngre donerade 7 miljoner dollar i sitt testamente 1867, till minne av sin farfar – Johns Hopkins den äldre – till grundandet av universitetet och Johns Hopkins Hospital. Verksamheten inleddes 22 februari 1876 med målet "The encouragement of research ... and the advancement of individual scholars, who by their excellence will advance the sciences they pursue, and the society where they dwell." Universitetets förste president var Daniel Coit Gilman, en visionär pedagog. På grundutbildningsnivå var universitetet förbehållet manliga studenter till 1970; på högre utbildningsnivåer fanns kvinnliga studenter inskrivna tidigare.

## Motto
Universitetets motto är Veritas vos liberabit, som är latin för ”Sanningen skall göra er fria”. Jesus yttrar detta i Johannesevangeliet 8:32.

## Institutioner
- Peabody Institute